# Johannes de Doperkerk (Meerlo)

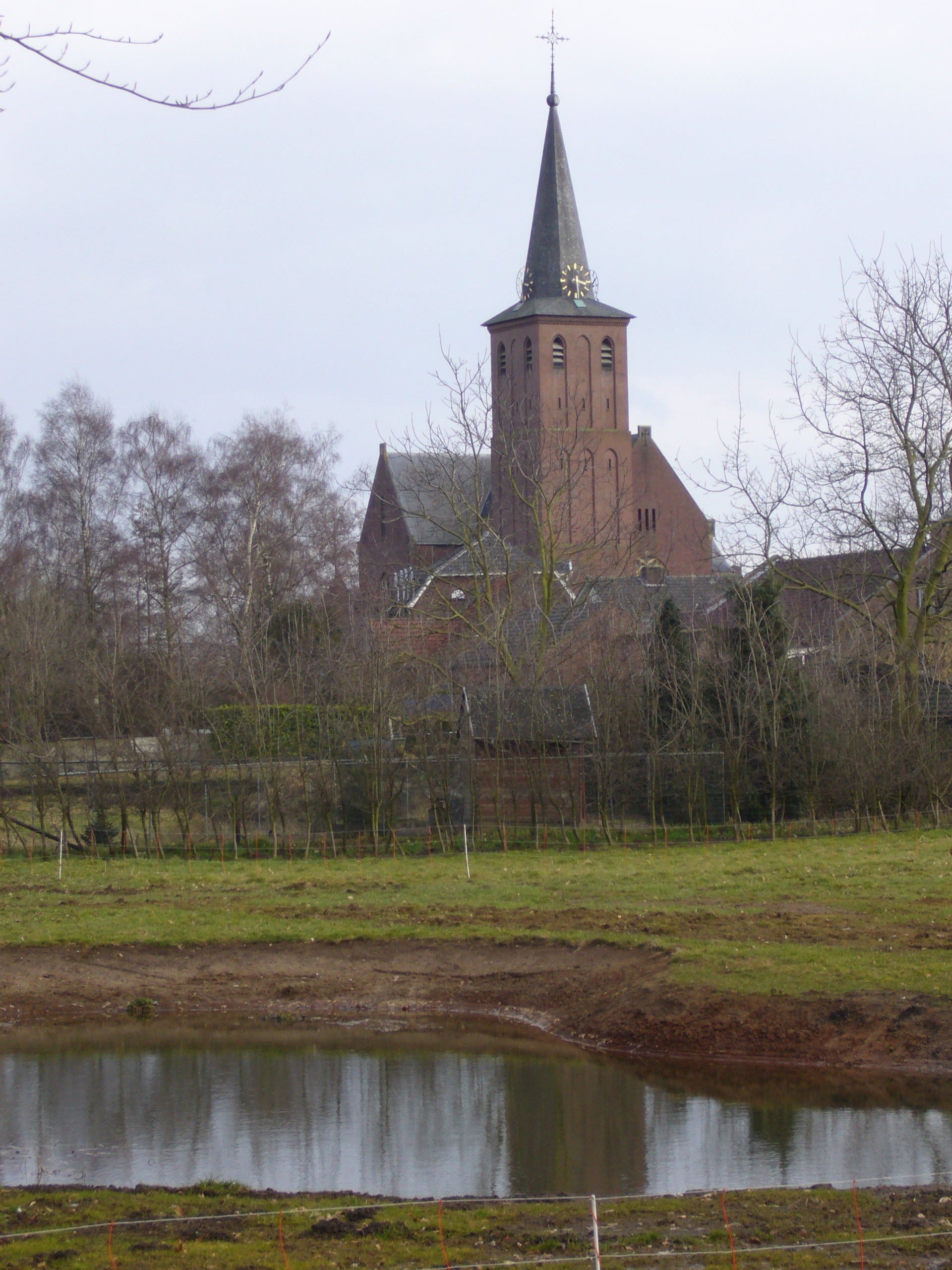
Johannes de Doperkerk

De Joannes de Doperkerk is de parochiekerk van Meerlo, gelegen aan Hoofdstraat 17.
Meerlo werd in 1485 een zelfstandige parochie. Omstreeks deze tijd werd ook een gotische kerk gebouwd. Deze werd van 1934-1935 vervangen door een neogotische kruisbasiliek, ontworpen door Hubert van Groenendael. De toren van de oorspronkelijke kerk bleef behouden.
Op 25 november 1944 werd de toren door de Engelsen verwoest en de kerk zwaar beschadigd. In 1947 werd de kerk hersteld. Er werd een roosvenster in de voorgevel toegevoegd. De toren werd in 1954 herbouwd.
In de toren hangt een klok uit 1493. Deze werd gegoten door Johannes van Venlo en Johannes van Stralen. Ook kwamen er vier nieuwe klokken in de toren.
De kerk bezit twee 15e-eeuwse heiligenbeelden. De preekstoel is van ongeveer 1700.
Het orgel is een Vermeulen-orgel uit 1951.

## Nieuwe klokken
Door Klokkengieterij Eijsbouts uit Asten werden vier nieuwe klokken gegoten, die in de toren zijn opgehangen en die als volgt worden omschreven:
- 1. Fis, diameter: 109 cm; gewicht: 760 kg; naam: Maria; tekst: ik prijs de Heer.
- 2. A, diameter: 92 cm; gewicht: 450 kg; naam: Joannes; tekst: ik verkondig het Lam Gods.
- 3. B, diameter: 82 cm; gewicht: 320 kg; naam: Goar; tekst: ik kondig het offer aan.
- 4. Cis, diameter: 73 cm; gewicht: 225 kg; naam: Cornelius; tekst: ik roep de schapen naar huis.